# Ján Počúvaj
Ján Počúvaj ml. (9. říjen 1886, Nová Lesná – 4. duben 1969, Nová Lesná) byl slovenský horský vůdce, horolezec a záchranář, národností spišský Němec. Na Gerlachovský štít vystoupil rekordních 625krát.
Jeho socha se nachází v Nové Lesné – v části Malý Smokovec.

## Životopis
Celoživotní obyvatel Nové Lesné, podle uherské matriky János Pocsuvaj, zdědil povolání horského vůdce po otci i dědečkovi a vykonával jej v období 1908–1964.

### Horský vůdce
Živnostenské oprávnění vodit turisty do hor získal v roce 1908. Bylo mu 22 let a měl důvody, proč se stal vůdcem. Jedním bylo finanční a materiální zabezpečení malorolnické rodiny a možná druhým vztah k tatranské přírodě. V době, kdy se začal zajímat o hory, žili v Nové Lesné proslulí horští vůdci Johann Franz starší a Johann Hunsdorfer a jeho syn.  Ján Počúvaj nikdy nebyl výkonným horolezcem v dnešním[kdy?] slova smyslu. V roce 1908, kdy dostal živnostenské oprávnění vodit turisty a horolezce, překonávalo tatranské vůdcovství kritické období. Tatranské osady se staly místy radovánek společenské smetánky. Tito lidé neměli velký zájem navštěvovat tatranské doliny a vystupovat na vrcholy. Do vysokohorského prostředí chodili v té době nejvíce horolezci, jejichž cíle byly náročnější a nepotřebovali k jejich dosažení horských vůdců. Horští vůdci se však nevzdávali. Pavel Čižák, Ján Breuer, Pavol Spitzkopf starší i mladší a Jan Smögner roce 1907 provedli „trojkový“ prvovýstup jižní stěnou na Ostrý štít, dnes nazývaný „Cesta spišských vůdců“. Ale ani to nestačilo. Jan Počúvaj byl tehdy mnohem mladší než jeho druhové, měl více sil, ale i on se často vracel ze Starého Smokovce, kde nabízel své služby, bez výdělku.
Jeho první profesionální túrou byl Lomnický štít. Byl to náročný výstup bez řetězů a fixních pomůcek. Vodili tam, téměř vždy, dva horští vůdci. Počúvajův druh na laně většinou byl Pavel Záborský. Krátce po prvním výstupu na Lomnický štít vedl Počúvaj poprvé samostatně trojici turistů na Gerlachovský štít. Vystupovali i sestupovali Velickou próbou. Vůdčí komise Karpatského spolku (Karpathenverein) přidělila Počúvajovi stanoviště horského vůdce na Štrbském Plese. Dokud na Štrbské Pleso nejezdila tramvaj, chodil z Nové Lesné v noci pěšky. Jeho klienti, kteří si nemohli dovolit zaplatit drahý nocleh v hotelech na Štrbském Plese, přespávali v chatě u Popradského plesa. Počúvaj tam přicházel nad ránem a pak s nimi pokračoval ve výstupech na štíty. Později ho přeložili do Smokovce a nakonec vodil z Tatranské Lomnice .
V roce 1916, v první světové válce, padl nejperspektivnější a talentovaný horský vůdce Johann Franz mladší. O rok později zemřel nejslavnější ze starých horských vůdců Johann Hunsdorfer mladší. Oba byli z Nové Lesné. Po válce se řízení vůdcovství ujal Klub československých turistů. V červnu 1921 byl schválen statut horských vůdců. Nové zkoušky udělalo 19 uchazečů. Z Nové Lesné jich bylo 16, dva ze Staré Lesné a jeden ze Štrby. Většina z nich byli starší vůdci. Počúvaj patřil k nejmladším a po smrti Franze a Hunsdorfera neměl vážnějších konkurentů. Vodil v létě i v zimě. Od roku 1935 se stal cvičitelem Svazu lyžařů RČS. To už mu bylo téměř 50 let. Po odstoupení přestárlého Johanna Franze staršího se stal náčelníkem Sboru horských vůdců z povolání a, jak se o něm psalo, „nekorunovaným králem tatranských velehor“.
Vodil na mnohé tatranské štíty. V jeho vůdčí knížce jsou zapsány: Baranie rohy, Batizovský štít, Ťažký štít, Dračí štít, Furkotský štít, Ganek, Hrubý vrch, Ihla v Ostrve, Ihla v Patrii, Kačací štít, Kolový štít, Kôprovský štít, Kriváň, Malý Ľadový štít, Pfinova kopa, Popradský Ľadový štít, Prostredný hrot, Rumanov štít, Satan, Strelecká veža, Široká veža, Štrbský štít, Zlobivá. Velmi rád doprovázel klienty po hřebenech. Absolvoval s nimi Soliskový hřeben, Hrebeň Bášt a přestože na Gerlachovský štít vodíval zákazníky přes Velickou próbu, dolů přes Batizovskou próbu, pokud měl vhodné zákazníky, rád jejich vedl Martinovou cestou z Polského hřebene. Chodíval i do polských Tater, do kterých procházel přes Ľaliové sedlo nebo Mengusovské sedlo, ale i přes sedlo Váha, dokonce v roce 1943. Nejčastěji však vodíval zákazníkůyna Gerlachovský štít, Vysokou a Lomnický štít. Dne 13. srpna 1957 zaznamenal do své vůdcovské knížky 600. výstup na Gerlachovský štít.
Počúvajovu klientelu tvořili většinou turisté, často lidé, kteří byli ve Vysokých Tatrách poprvé a možná poprvé i v horách. V jeho vůdcovské knížce převládají na prvním místě české a na druhém německé záznamy. První slovenské turisty, studenty VIII. třídy gymnázia v Nových Zámcích, vedl 6. července 1936 Jordánovou cestou na Lomnický štít. Mezi jeho zákazníky byli Maďaři, Poláci, Bulhaři, Francouzi, Angličané. Jeho němčina i slovenština byly poznamenány spišským dialektem. Maďarsky se uměl domluvit, ale jeho slovník byl velmi omezený. Ovládal slovenské i německé názvosloví Tater, často však bylo nespisovné. Svou závěrečnou túru absolvoval s trojicí českých turistů z Olomouce 18. srpna 1962 na jeho oblíbený Gerlachovský štít. Bylo mu tehdy 75 let a deset měsíců.

### Počúvajov odboj
Před druhou světovou válkou se seznámil s horským vůdcem Otto Krejčím. Ten za války spolupracoval s partyzány, Němci ho chytili a chtěli popravit. Počúvaj jako předseda spolku horských vůdců a etnický Němec, se za něj zaručil a zachránil ho. Když se po válce karta obrátila a spišští Němci byli odsunuti na Západ, Krejčí s kreditem odbojáře zase zařídil, že Počúvaj mohl zůstat – byť jeho dva synové odešli.

### Horský záchranář
Ještě jako mladý horský vůdce pomáhal snášet mrtvé kolegy a průkopníky tatranského lezení J. Breuera a Wieslawa Stanislawského, tehdy ještě v jednoduché síti. Při vůdcovské činnosti vykonal i prvovýstup severovýchodním hřebenem na Východní Slavkovskou věž (s Heftym, Johannem Franzem a dalšími) a několik prvních zimních výstupů, např. Karbunkulový hřeben, a ze Žltej lávky na Žltou vežu.  Po druhé světové válce zůstal ze staré vůdčí skupiny sám. V období 1950–1964 pracoval jako člen Horské služby. V Tatranské Lomnici, kde sídlila horská služba, vykonával pomocné práce, sporadicky pohotovostní služby, udržoval okolí budovy. Pobíral jen minimální penzi a přivydělával si vůdcovstvím do vysokého věku. Byl starosvětskou legendou mezi horskými vůdci. Posledních pět let žil v Nové Lesné. Na sklonku života jeho domácnost přepadli dva maskovaní muži, kteří jeho i jeho manželku obrali o drobnou hotovost a pohrozili jim smrtí, pokud něco prozradí. Byl poté fyzicky i duševně zlomený a přestal vycházet z domu. Dne 4. dubna 1969 zemřel.